# Gérard Philipe
Gérard Philipe (født Gérard Philip 4. december 1922 i Cannes – 25. november 1959 i Paris) var en fransk skuespiller.